# Дроздов, Михаил Андреевич
Михаил Андреевич Дроздов (род. 30 июня 1995 года) — российский пловец в ластах, член сборной команды России по подводному спорту, многократный победитель и призёр чемпионатов России, Европы и мира по подводному спорту. Рекордсмен мира в дисциплинах апноэ.

## Карьера
Уроженец Киселёвска Кемеровской области, где с десяти лет начал заниматься подводным спортом. Его первым тренером была Г. М. Мустафина, в прошлом чемпионка Европы.
Спортивное звание мастер спорта России международного класса было присвоено 3 августа 2015 года.
По окончании школы переехал в Красноярск, где поступил в Аэрокосмический университет, славящейся своей школой подводного спорта. Где под руководством новых тренеров: Толстопятого И. А. и Лисовик А. Н. продолжил тренировочный процесс.
В августе 2014 года г. Линьяно-Саббьядоро (Италия) стал победителем первенства мира среди студентов в эстафетном плавании 4×100 м. В октябре стал победителем финала Кубка мира (Польша).
В 2015 году на протяжении всего сезона многократно становился победителем и призёром Кубков Мира.
В 2016 году г. Линьяно-Саббьядоро (Италия) с установлением рекорда России стал бронзовым призёром Чемпионата мира по апноэ.
В июне 2017 года г. Кальяри (Италия) стал бронзовым призёром Чемпионата Европы по апноэ.
В июне 2018 года г. Линьяно-Саббьядоро (Италия) на чемпионате мира по подводному спорту в дисциплине апноэ в новой дисциплине апноэ 8×50 м завоевал золото, установив мировой рекорд.
С чемпионата Европы 2019 года привёз два золота, завоёванных в эстафетах.
На чемпионате Европы по подводному спорту (апноэ) 2019 года в Турции победил на дистанции 400 метров, установив новый мировой рекорд.

## Образование
Окончил бакалавриат по специальности «Управление инновациями».
Окончил магистратуру по специальности «Организация и управление наукоёмкими производствами».
В настоящий момент обучается в аспирантуре по направлению «Информатика и вычислительная техника»